# 班 (姓)
班（はん）は、漢姓の一つ。

## 中国の姓
《百家姓》の第235位。2020年の中華人民共和国の統計では人数順の上位100姓に入っておらず、台湾の2018年の統計では407番目に多い姓で、264人がいる。

### 分布
中国大陸の河南省、山東省、陝西省など黄河流域地区や台湾に分布する。

### 著名な人物
- 班彪 - 後漢の歴史家。班固、班超、班昭の父。史記を補完し、漢書の基礎を作った。
- 班固 - 後漢の歴史家、文学者。班彪の息子。班超、班昭の兄。漢書の編纂者として有名。
- 班超 - 後漢の軍人。班彪の息子。班固の弟、班昭の兄。西域を討伐し、西域都護として長く保持にあたった。虎穴に入らずんば虎子を得ずの語源となった人物でもある。
- 班昭 - 後漢の作家。中国史上初の女性歴史家。班彪の娘。班固、班超の妹。刑死した兄・班固の後を継いで漢書を完成させた。

### 郡望
- 扶風郡：現在の陝西省扶風県一帯。後漢の班超一家の出身地（発祥地は代郡班氏県）。
- 黎陽郡：現在の河南省中部。

## 朝鮮の姓
班（はん、パン、朝: 반）は、朝鮮人の姓の一つである。  

### 氏族
中国顓頊の後裔と伝わるが、朝鮮に入ってきた時期は分からない。
| 氏族（地域） | 創始者 | 人数（2015年） |
| ------------ | ------ | -------------- |
| 開城班氏     |        | 13             |
| 巨済班氏     |        | 10             |
| 臥龍班氏     |        | 6              |
| 晋州班氏     |        | 37             |
| 昌原班氏     |        | 42             |
| 清道班氏     |        | 15             |
| 海州班氏     |        | 19             |

### 人口と割合
| 年度   | 人口  | 世帯数 | 順位         | 割合 |
| ------ | ----- | ------ | ------------ | ---- |
| 1930年 |       | 25世帯 |              |      |
| 1960年 | 101人 |        | 258姓中195位 |      |
| 1985年 |       |        | 274姓中155位 |      |
| 2000年 |       |        |              |      |
| 2015年 | 161人 |        |              |      |